# Sławkowo (Kętrzyn)
Sławkowo (deutsch Reimsdorf) ist ein Ort in der polnischen Woiwodschaft Ermland-Masuren. Er gehört zur Gmina Kętrzyn (Landgemeinde Rastenburg) im Powiat Kętrzyński (Kreis Rastenburg).

## Geographische Lage
Sławkowo liegt in der nördlichen Mitte der Woiwodschaft Ermland-Masuren, fünf Kilometer südlich der Stadt Kętrzyn (deutsch Rastenburg).

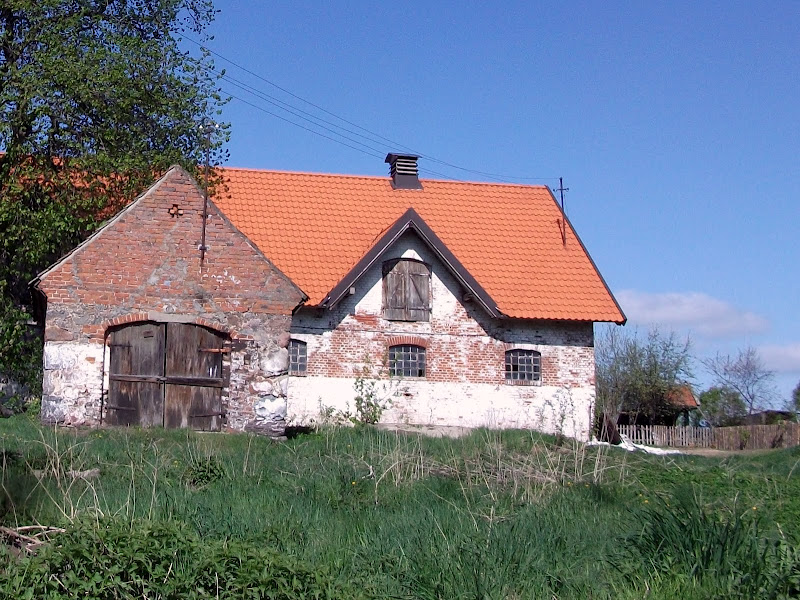
Alte Schmiede in Sławkowo

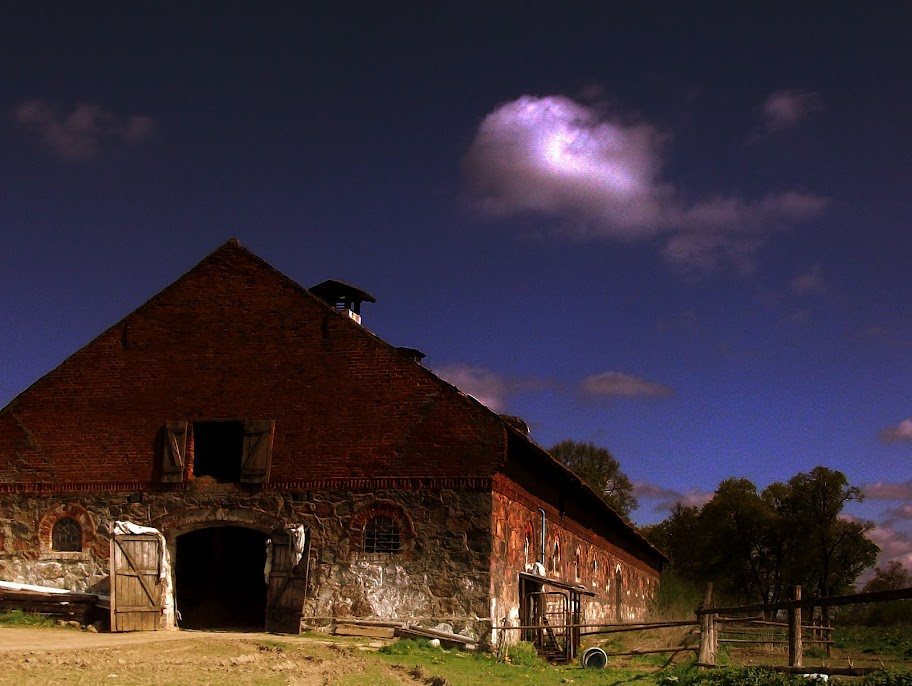
Stallgebäude

## Geschichte
1407 ist das Gründungsjahr der vor 1772 Reimsdorff, nach 1772 Rheimsdorf genannten Domäne. Im Jahr 1785 wurde sie als „königliches Vorwerk“ mit fünf Feuerstellen, im Jahr 1820 als „adliges Vorwerk“ mit fünf Feuerstellen bei 109 Einwohnern erwähnt.
Im Jahr 1874 wurde die Domäne Reimsdorf in den Amtsbezirk Domäne Rastenburg im ostpreußischen Kreis Rastenburg eingegliedert. Im Jahr 1885 zählte Reimsdorf 133 Einwohner, 1910 waren es 187.
Am 30. September 1928 schlossen sich der Gutsbezirk Reimsdorf Domäne, die Landgemeinde Groß Bürgersdorf (polnisch Poganowo) sowie die Gutsbezirke Hinzenhof (Zalesie Kętrzyńskie) und Klein Bürgersdorf (Poganówko) zur neuen Landgemeinde Bürgersdorf zusammen.
Mit der Abtretung des gesamten südlichen Ostpreußen 1945 in Kriegsfolge an Polen erhielt Reimsdorf die polnische Namensform Sławkowo und ist heute eine Ortschaft innerhalb der Landgemeinde Kętrzyn (Rastenburg) im Powiat Kętrzyński (Kreis Rastenburg), von 1975 bis 1998 der Woiwodschaft Olsztyn, seither der Woiwodschaft Ermland-Masuren zugehörig.

## Kirche
Bis 1945 gehörte Reimsdorf zur Gemeinde der evangelischen St.-Georg-Kirche Rastenburg in der Kirchenprovinz Ostpreußen der Evangelischen Kirche der Altpreußischen Union, außerdem zur römisch-katholischen St.-Katharinen-Kirche Rastenburg im Bistum Ermland.
Heute gehört Sławkowo katholischerseits zur Pfarrei Nakomiady (Eichmedien) im Erzbistum Ermland, evangelischerseits zur Johanneskirche Kętrzyn in der Diözese Masuren der Evangelisch-Augsburgischen Kirche in Polen.

## Verkehr

### Straße
Sławkowo liegt an einer Nebenstraße, die von Kętrzyn über Nowa Wieś Kętrzyńska (Neuendorf) bis zur – jetzt verlassenen – Ortsstelle von (Groß) Bürgersdorf führte.

### Schienen
Eine Anbindung an den Bahnverkehr besteht für Sławkowo nicht mehr. 1898 wurde das Dorf an die Bahnstrecke Rastenburg–Sensburg der Rastenburger Kleinbahnen angeschlossen, von der ab 1903 die Kleinbahnstrecke Reimsdorf–Rhein abzweigte. Nach kriegsbedingten Zerstörungen wurden beide Strecken 1948 bzw. 1949 wieder in Betrieb genommen, dann aber 1966 bzw. 1971 für den gesamten Verkehr eingestellt.